# Nørhalne
Nørhalne er en mindre by i Vendsyssel med 1.482 indbyggere  (2024), beliggende i Biersted Sogn. Byen ligger ni kilometer øst for Aabybro, fem kilometer nord for Vadum og 15 kilometer nord for Aalborg.
Byen er beliggende i Region Nordjylland og hører til Jammerbugt Kommune.

## Historie
Nørhalne landsby bestod i 1682 af 15 gårde og 26 huse. Det samlede dyrkede areal udgjorde 346,1 tønder land skyldsat til 100,50 tønder hartkorn. Ved byen lå Nørhalne mølle uden jord. Dyrkningsformen var alsædebrug.

## Om byen
Hvert forår ved Kristi Himmelfartsferien afholdes der fodboldturneringen Nørhalne Cup, hvortil børn og unge kommer fra hele landet og fra mange andre lande også. Nørhalne Cup er en af danmarks største fodboldstævner. Der deltager over ca. 8600 fra 500 hold, hvor der er fra op mod 20 nationer. Der bliver i løbet af stævnet spillet ca. 1900 kampe, fordelt på 11 stadions.

## Faciliteter
Nørhalne Forsamlingshus har plads til 150 gæster.